# World Series 1931
Le World Series 1931 sono state la 28ª edizione della serie di finale della Major League Baseball al meglio delle sette partite tra i campioni della National League (NL) 1931, i St. Louis Cardinals e quelli della American League (AL), i Philadelphia Athletics. A vincere il loro secondo titolo furono i Cardinals per quattro gare a tre.
La finale fu la riedizione di quella dell'anno precedente che aveva visto gli Athletics vittoriosi. Questi avevano conquistato il terzo pennant dell'American League consecutivo, vincendo 107 gare (e 313 nel periodo 1929–31). Queste si sarebbero rivelate le ultime World Series per lo storico manager degli A's Connie Mack. Come fece dopo che i Boston "Miracle Braves" batterono i suoi favoriti A's nelle World Series 1914, Mack smantellò la squadra cedendo i suoi migliori giocatori, questa volte per difficoltà economiche piuttosto che a causa della competizione della Federal League, una lega dalla breve esistenza. Sarebbe stata anche l'ultima apparizione in finale degli A's a Filadelfia e vi sarebbero occorsi 41 anni, e due città, per farvi ritorno, dopo i trasferimenti a Kansas City nel 1955 e a Oakland nel 1968. Fu anche l'ultima apparizione di una squadra della città di Filadelfia fino al 1950.

## Sommario
St. Louis ha vinto la serie, 4-3.
| Gara | Data       | Risultato                                           | Stadio           | Tempo | Pubblico |
| ---- | ---------- | --------------------------------------------------- | ---------------- | ----- | -------- |
| 1    | 1º ottobre | Philadelphia Athletics – 6, St. Louis Cardinals – 2 | Sportsman's Park | 1:55  | 38.529   |
| 2    | 2 ottobre  | Philadelphia Athletics – 0, St. Louis Cardinals – 2 | Sportsman's Park | 1:49  | 35.947   |
| 3    | 5 ottobre  | St. Louis Cardinals – 5, Philadelphia Athletics – 2 | Shibe Park       | 2:10  | 32.295   |
| 4    | 6 ottobre  | St. Louis Cardinals – 0, Philadelphia Athletics – 3 | Shibe Park       | 1:58  | 32.295   |
| 5    | 7 ottobre  | St. Louis Cardinals – 5, Philadelphia Athletics – 1 | Shibe Park       | 1:56  | 32.295   |
| 6    | 9 ottobre  | Philadelphia Athletics – 8, St. Louis Cardinals – 1 | Sportsman's Park | 1:57  | 39.401   |
| 7    | 10 ottobre | Philadelphia Athletics – 2, St. Louis Cardinals – 4 | Sportsman's Park | 1:57  | 20.805   |

## Hall of Famer coinvolti
- Cardinals: Jim Bottomley, Frankie Frisch, Burleigh Grimes, Chick Hafey, Jesse Haines (non sceso in campo)
- Athletics: Connie Mack (man.), Mickey Cochrane, Jimmie Foxx, Lefty Grove, Waite Hoyt, Al Simmons